# Nandabayin
Nanda, Nanda Bayin ou Nandabayin' (em birmanês နန္ဒဘုရင်), foi o quarto soberano da dinastia Taungû da Birmânia de 1581 a 1599. Sucedeu ao seu pai Bayinnaung.
Uma vez no trono, Nandabayin teve que lutar contra uma rebelião dirigida por seu tio, o vice-rei de Inwa, ou Ava. Conseguiu vencê-lo, mas não pode reapoderar-se do Sião, que tinha decidido de não mais pagar tributo nesse intervalo (1584).
Nandabayin reuniu todas as forças disponíveis à sua disposição contra o rei siamês Naresuan o Grande. Em 1592, uma campanha muito grande foi organizada e os exércitos birmaneses juntos, conduzido pelo príncipe de coroa, filho mais velho de Nandabayin, Minchit Sra, puseram-se em direção de Ayutthaya. O birmanês e o siamês encontraram-se em Nong Sarai e Yuttahadhi, onde num combate singular nas costas dos elefantes pessoais, o príncipe birmanês foi morto.

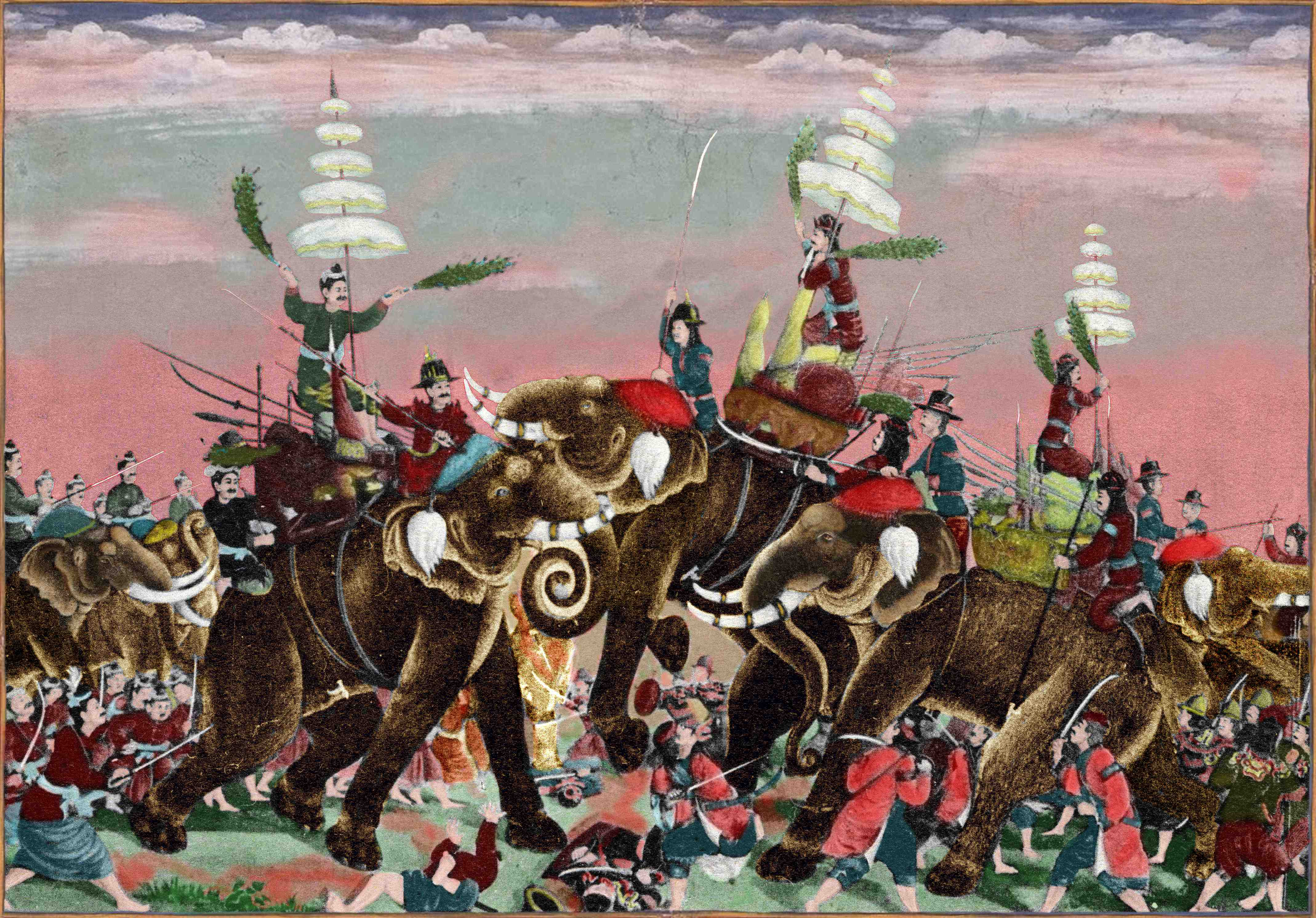
Combate do 18 de janeiro de 1593, entre Minchit Sra e Naresuan.

Com a morte de Minchit Sra, Nandabayin indicou Minyi Kyawshwa o Rei de Ava como príncipe herdeiro. Nandabayin sofreu várias rebeliões Mon em volta das cidades de Martabão e Moulmein que teve como resultado a expansão da influência siamesa no estado de Mon. Em 1594, Naresuan, com a ajuda dos rebeldes Mon, marchou em direção de Pegú e pôs o cerco à cidade. Mas afinal retirou-se devido a uma defesa agressiva das Monarquias de Prome e Taungû.
Pelos anos 1595, o seu irmão Minye Thihathu, Vice-rei de Taungû, rebelou-se contra ele e proclamou-se rei independente de Tangû. Enquanto que seus outros irmãos (Vice-reis de Prome e Ava) também se revoltavam. Estes conseguiram com a ajuda do rei de Arracão, Min Raza Gyi que tinha ao seu serviço o mercenário português Filipe de Brito, assediar Pegú, apesar da invasão arracanesa ser contrariada pelo príncipe herdeiro Minyi Kyawshwa. Mas este tendo entrando em Taungû, veio a ser assassinado por Natshinnaung, filho do rei autoproclamado de Tangû (Minye Thihathu). Chocado pela morte de seu filho e a sua própria derrota, Nandabayin abandonou o trono ao Rei de Taungû em 1599 e foi levado prisioneiro para esta cidade – por isso deram-lhe o epíteto de Toungooyawk Min ("o rei que foi capturado para Taungû").
O rei abdicado sobreviveu durante outro ano antes de ser assassinado por Natshinnaung, em Novembro de 1600.
Segundo certos autores, Nandabayin "morreu de rir ao houvir da boca do comerciante italiano que a républica de Veneza era um estado livre que não possuía rei"